# Grotte de Gorgocil
La grotte de Gorgocil est une grotte naturelle située dans la commune de Muriel de Tamajón (province de Guadalajara en Espagne),.
La grotte a une longueur horizontale de 590 m et possède de grandes rampes et un puits final de 8 m. Elle comporte peu de formations, et beaucoup d'entre elles ont été pillées par l'afflux inévitable de touristes. Située dans une zone inondée la majeure partie de l'année, la grotte ne peut être visitée que lorsque le réservoir est à son niveau d'eau le plus bas.

## Site archéologique
La grotte a été découverte en 1985 par des spéléologues locaux et a fait l'objets de nombreuses  découvertes archéologiques outils d'industrie lithique et restes osseux d'animaux.
Elle abrite une grande variété d'espèces animales et florales, grâce à sa spécificité géologique et les conditions d'humidité et d'obscurité. Parmi la faune on trouve des chauve-souris, des invertébrés troglobes et des poissons aveugles dans les lagons souterrains. Parmi la flore on trouve des mousses et lichens et des espèces fongiques. 

## Description
L'entrée est si étroite qu'il faut y entrer à genoux, mais après quelques mètres, on peut se relever et continuer le long d'une galerie confortable jusqu'à une rampe ascendante d'environ 45°, connue sous le nom de Gran Rampa. Elle est difficile à gravir, mais équipée d'une corde fixe qui atteint une chatière qui sort vers le milieu, assez étroite et dans laquelle il faut entrer en rampant. Après quelques mètres, il y a une bifurcation : à gauche, on atteint un point de vue qui ramène à la Gran Rampa, et à droite,  une salle assez haute qui donne accès à une série de galeries : à droite, on atteint la partie la plus haute de la Gran Rampa ; par le centre et vers le haut, on atteint une autre galerie qui passe en dessous de nous, et à gauche, on continue le long de la galerie principale.
Peu de temps après, se trouve une nouvelle rampe ascendante, à côté d'un trou qui descend et qui relie El Metro et la Galeria Inmunda. En remontant cette rampe (avec un peu de précaution, ou en nous aidant d'une corde que la première personne tend), on atteint une petite salle où apparaît la formation la plus spectaculaire de toute la grotte, El Órgano.
Continuant ensuite par la Galeria Inclinada, on atteint une nouvelle rampe en descente, le long de laquelle il est conseillé d'installer une corde pour continuer (la Rampa Final). Au bout de celle-ci on arrive à un puits de 8 mètres qui mène à la Sala de las Maravillas, nommée ainsi, comme on nous le dit, en raison du grand nombre de spéléothèmes qui s'y sont formées. En fait, il ne reste pratiquement plus aucune formation aujourd'hui, probablement en raison du vandalisme des visiteurs.